# Transfers pro Sekunde
Reine Schrittgeschwindigkeiten von Computerhardware – invariant zur Datenbusbreite erfasst und ausgedrückt – werden üblicherweise in der Maßeinheit Transfers pro Sekunde (T/s) angegeben. Gängig sind die mit Präfix versehenen Einheiten „Megatransfers pro Sekunde“ (MT/s, 106 Transfers pro Sekunde) beziehungsweise „Gigatransfers pro Sekunde“ (GT/s, 109 Transfers pro Sekunde).
Beispielsweise bedeuten 4 GT/s, dass 4×109 (vier Milliarden) Transfers pro Sekunde (T/s) durchgeführt werden können. Eine Datenübertragungsrate, neudeutsch „Datendurchsatz“, hängt einerseits von der vorgenannten reinen Schrittgeschwindigkeit, des Weiteren von der Datenmenge pro Transfer und je parallel genutzter Leitung ab, andererseits auch von der Anzahl der parallel genutzten Leitungen (englisch lanes). Außerdem muss der Overhead bei der Nutzung einer Kodierung (etwa Fehlerkorrektur) berücksichtigt werden.
Die reine Schrittgeschwindigkeit kann definiert werden als:
{\displaystyle \,\,{\text{Reine Schrittgeschwindigkeit}}={\frac {{\text{Data Throughput}}_{\text{max}}}{{\text{Datenmenge pro Transfer und je parallel genutzter Leitung}}\times {\text{Lanesanzahl}}\times {\text{Overhead}}}}}

Zahlenbeispiel zur Ermittlung des maximalen Datendurchsatzes unter Zuhilfenahme der reinen Schrittgeschwindigkeit:

Die Computerschnittstelle PCI-Express 2.0 erlaubt pro Lane 5 GT/s und nutzt den 8b10b-Code zur Signalübertragung, der 8 Bits Nutzdaten in 10 Leitungsbits kodiert. Ein Transfer besteht aus einem einzelnen Leitungsbit je Lane. Ein Steckplatz für Grafikkarten ist üblicherweise mit 16 Lanes angebunden. Der maximal mögliche Datendurchsatz beträgt dann:

{\displaystyle \,\,{\text{Data Throughput}}_{\text{max}}={\text{Reine Schrittgeschwindigkeit}}\times {\text{Datenmenge pro Transfer und je parallel genutzter Leitung}}\times {\text{Lanesanzahl}}\times {\text{Overhead}}}

{\displaystyle \,\,{\text{Data Throughput}}_{\text{max}}=5\,{\frac {\text{GT}}{\text{s}}}\times 1\,{\frac {\text{Bit}}{{\text{T}}\cdot {\text{Lane}}}}\times 16\ {\text{Lane}}\times {\frac {8}{10}}{\frac {\text{Bit}}{\text{Bit}}}=64\,{\frac {\text{GBit}}{\text{s}}}}.

Ein zur Datenübertragungsrate ähnlicher Begriff, die Symbolrate oder Baudrate, bezieht sich auf die Anzahl der übertragenen Symbole pro Sekunde. Diese kann so aufgefasst werden, dass sie sich auf die Gesamtmenge der Symbole bezieht, bei parallel genutzten Lanes also entsprechend steigt. Transfers/Sekunde beziehen sich immer auf die reine Schrittgeschwindigkeit, unabhängig von der Anzahl der Lanes.

## Anmerkung
1. ↑  entlehnt aus englisch transfers per second